# Венская государственная опера

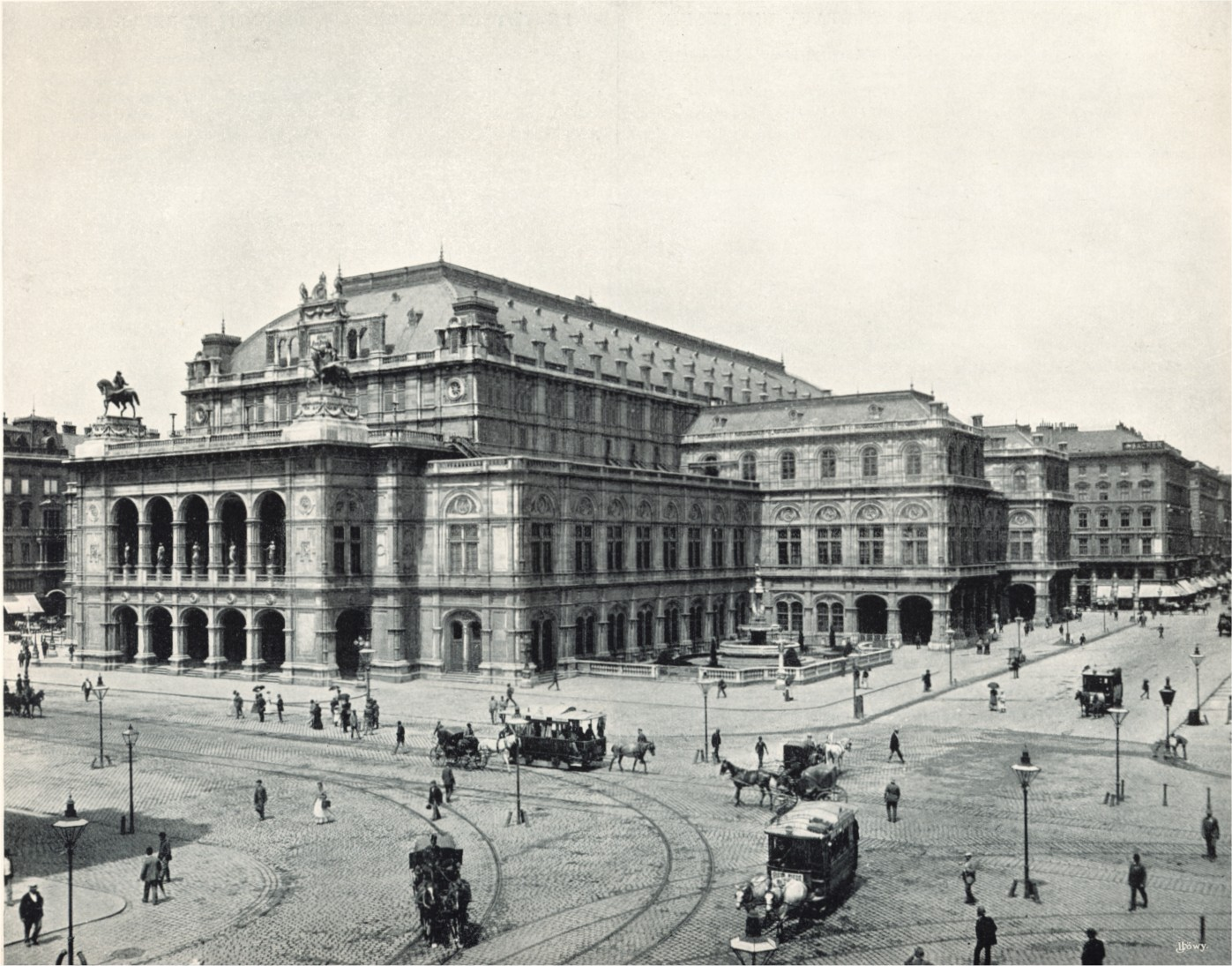
Венская государственная опера. 1898 год

Венская государственная опера (нем. Wiener Staatsoper, до 1918 года Венская придворная опера) — крупнейший оперный театр в Австрии, один из важнейших оперных центров мира.

## История
Придворная опера в Вене возникла в середине XVII века, спектакли оперы шли в различных театрах. В 1861 году началось строительство специального здания для Венской оперы по проекту архитекторов Августа Зикарда фон Зикардсбурга и Эдуарда ван дер Нюлля. Торжественное открытие здания оперного театра состоялось 25 мая 1869 года в присутствии императорской четы Франца Иосифа и Елизаветы, в этот день давали оперу Моцарта «Дон Жуан». До 1918 года театр находился под покровительством Габсбургов и носил название Венского придворного оперного театра (нем. Wiener Hof-Operntheater). В 1920-х годах неофициально его стали называть государственным, но официальное название Венской государственной оперы (нем. Wiener Staatsoper) он получил лишь в 1938 году, с началом аншлюса. Во время Второй мировой войны К. Краус, В. Фуртвенглер, К. Бём руководили постановками сочинений Моцарта, Бетховена, Верди. В 1938 году состоялась премьера оперы «День мира» Р. Штрауса, к 1944 году были поставлены все его оперы.
6 марта 1945 года в результате американской бомбардировки здание театра было частично разрушено. Восстановительные работы продолжались до 1955 г., и, наконец, 5 ноября 1955 г. театр был открыт постановкой «Фиделио» Бетховена (под управлением К. Бёма). Тогда же была возобновлена традиция ежегодных балов в Венской опере.

## Руководство
В качестве директоров Венской государственной оперы выступали музыканты, режиссёры и, особенно во второй половине XX века, профессиональные администраторы. По исторической традиции они помимо административных функций также выполняли функцию художественного руководства, в частности, определяли репертуар театра. Директор-музыкант выполнял также обязанности главного дирижёра (музыкального руководителя). С 1986 года должности директора-администратора и музыкального руководителя (он же главный дирижёр), как правило, в одном лице не совмещались.
Среди выдающихся музыкантов, возглавлявших Венскую оперу, были Густав Малер (1897—1907), Феликс Вайнгартнер (1908—1911 и 1935—1936), Франц Шальк (1919—1929, причём до 1924 года совместно с Рихардом Штраусом), Клеменс Краус (1929—1934), Карл Бём (1943—1945 и 1954—1956), Герберт фон Караян (1956—1964), Лорин Маазель (1982—1984).
В 1986—91 годов директором театра был К. Х. Дрезе, музыкальным руководителем — Клаудио Аббадо. В 1991—1992 годах директором был известный певец Эберхард Вехтер. В 1992—2010 годах директором был Иоан Холендер, музыкальным руководителем — Сэйдзи Одзава.
С 2010 по 2020 годы обязанности директора Венской оперы выполнял Доминик Мейер, балетмейстера — Мануэль Легри. Музыкальное руководство в 2010-14 годах осуществлял дирижёр Франц Вельзер-Мёст. С сентября 2014 года должность музыкального руководителя была вакантна.
С 2020 года интендантом Венской государственной оперы стал Богдан Рошчич. Он привёл в компанию балетмейстера Мартина Шлепфера и музыкального директора-дирижёра Филиппа Жордана, которые слагают свои полномочия после 2025 года. В то же время контракт с Богданом Рошчичем был продлён до 2030 года.